# Витез Која
Витез Која (енгл. Touché Turtle and Dum Dum) је цртани филм у продукцији Хана и Барбера из 1962. године. Цртани је о Витезу Који, корњачи суперхероју, и његовом верном другу псу, Млати Замлати, који спашавају све оне који се нађу у невољи. Овај цртани филм је направљен као пародија на суперхероје са великим моћима, насупрот којих Витез која не поседује никакве натприродне моћи, а чак му је и мач искривљен. Витез која упада у низ смешних ситуација које решава на свој посебан начин. Када је неко у опасности телефоном позива Витеза Коју реченицом "Централа, могу ли добити Витеза Коју", а он се на позив јавља на телефон који је у његовом природном оклопу. Свака његова акција почиње тако што узвикне "Покрет!".

## Ликови
- Витез Која (енгл. Touché Turtle).

- Млата Замлата (енгл. Dum Dum), симпатичан, приглупи пас којег карактеришу трапави потези и смешне изјаве.

## Епизоде
| Сезона | Датум               | Епизода | Наслов на српском             | Наслов на енглеском              |
| ------ | ------------------- | ------- | ----------------------------- | -------------------------------- |
| 1      | 3. септембар 1962.  | 01      | Морски циркус                 | Whale Of A Tale                  |
| 1      | 10. септембар 1962. | 02      | Ништа од јунаштва             | Zero Hero                        |
| 1      | 17. септембар 1962. | 03      | Биљка људождерка              | Dilly Of A Lilly                 |
| 1      | 24. септембар 1962. | 04      | Одбегла ракета                | Missing Missile                  |
| 1      | 1. октобар 1962.    | 05      | Чудовиште из језера           | Lake Serpent                     |
| 1      | 8. октобар 1962.    | 06      |                               | You Bug Me                       |
| 1      | 15. октобар 1962.   | 07      |                               | Roll A Ghoster                   |
| 1      | 22. октобар 1962.   | 08      |                               | Giant Double-Header              |
| 1      | 29. октобар 1962.   | 09      |                               | Loser Takes All                  |
| 1      | 5. новембар 1962.   | 10      |                               | Takes Two To Tangle              |
| 1      | 12. новембар 1962.  | 11      | Луди робот                    | Mr. Robots                       |
| 1      | 19. новембар 1962.  | 12      | На земљи је најсигурније      | Touché At Bat                    |
| 1      | 26. новембар 1962.  | 13      |                               | Billy The Cad                    |
| 1      | 3. децембар 1962.   | 14      | Пас који је волео да се игра  | Dog Daze                         |
| 1      | 10. децембар 1962.  | 15      |                               | Ant And Rave                     |
| 1      | 17. децембар 1962.  | 16      | Два витеза а једна принцеза   | Black Is The Knight              |
| 1      | 24. децембар 1962.  | 17      | Користи змаја                 | Dragon Along                     |
| 1      | 31. децембар 1962.  | 18      | Страх од летења               | Satellite Fright                 |
| 1      | 7. јануар 1963.     | 19      | Крадљивац оваца               | Sheepy-Time Pal                  |
| 1      | 14. јануар 1963.    | 20      |                               | Hex Marks The Spot               |
| 1      | 21. јануар 1963.    | 21      |                               | Catch As Cat Can                 |
| 1      | 28. јануар 1963.    | 22      | Широко је море                | Sea For Two                      |
| 1      | 4. фебруар 1963.    | 23      | Окршај у подне                | High Goon                        |
| 1      | 11. фебруар 1963.   | 24      | Бака Бандит                   | Grandma Outlaw                   |
| 1      | 18. фебруар 1963.   | 25      | Борба за превласт             | Duel Control                     |
| 2      | 25. фебруар 1963.   | 26      | Зец Муњослав                  | Rapid Rabbit                     |
| 2      | 4. март 1963.       | 27      | Лоповчић                      | Thumb Hero                       |
| 2      | 11. март 1963.      | 28      | Опаки мачак зове на ручак     | Kat-Napped                       |
| 2      | 18. март 1963.      | 29      | Ромео, Која и Јулија          | Romeo, Touché, And Juliet        |
| 2      | 25. март 1963.      | 30      | Велики ујед                   | The Big Bite                     |
| 2      | 1. април 1963.      | 31      | Много вике око Марсовца       | Flying Saucer Sorcerer           |
| 2      | 8. април 1963.      | 32      | Дух из чаробне лампе          | Aladdin's Lampoon                |
| 2      | 15. април 1963.     | 33      | Зачарани мач                  | Haunting License                 |
| 2      | 22. април 1963.     | 34      | Фантомове форе                | The Phoney Phantom               |
| 2      | 29. април 1963.     | 35      | Којино последње упориште      | Touché's Last Stand              |
| 2      | 6. мај 1963.        | 36      | Поглавица Шницла              | Chief Beef                       |
| 2      | 13. мај 1963.       | 37      | Дивљак                        | Like Wild, Man                   |
| 2      | 20. мај 1963.       | 38      | Млатнути Млата                | Dum De Dum Dum                   |
| 2      | 27. мај 1963.       | 39      | Зар и ти Којо                 | Et Tu, Touché                    |
| 2      | 3. јун 1963.        | 40      | Змај на поклон                | Dragon Feat                      |
| 2      | 10. јун 1963.       | 41      | Црвенкапа                     | Red Riding Hoodlum               |
| 2      | 17. јун 1963.       | 42      | На мегдану са роботом         | Dough Nuts                       |
| 2      | 24. јун 1963.       | 43      | Хипнотизер Хари               | Save The Last Trance For Me      |
| 2      | 1. јул 1963.        | 44      | Двоструко страдање            | Waterloo For Two                 |
| 2      | 8. јул 1963.        | 45      | Робин Худ                     | Robin Hoodlum                    |
| 2      | 15. јул 1963.       | 46      | Представа се мора одржати     | The Shoe Must Go On              |
| 2      | 22. јул 1963.       | 47      | Као бајаги јуначина           | Quack Hero                       |
| 2      | 29. јул 1963.       | 48      | Алибаба жвака и четири лопова | Aliblabber And The Forty Thieves |
| 2      | 5. август 1963.     | 49      | Спас из вртлога               | Out Of This Whirl                |
| 2      | 12. август 1963.    | 50      |                               | Hero On The Half Shell           |
| 2      | 19. август 1963.    | 51      |                               | Tenderfoot Turtle                |
| 2      | 26. август 1963.    | 52      |                               | Peace And Riot                   |

## Приказивање у Србији
Витез Која се у Србији приказивао дуги низ година у синхронизацији Радио Телевизије Београд.
Ликовима су гласове позајмили:
- Мића Татић - Витез Која,
- Мирослав Бијелић и Никола Симић - Млата Замлата,
- Добрила Матић - споредни ликови и наратор,
- Никола Симић - споредни ликови.